# Дэй, Джон
Джон Дэй (англ. John Day) или Дайе (англ. Daye, ок. 1522 — 23 июля 1584 года) — английский протестантский книгопечатник. Специализировался на печати и распространении протестантской литературы и памфлетов. Также издал множество малоформатных религиозных книг. Известен как издатель книг Джона Фокса.
Дэй достиг вершины мастерства своей профессии во время правления Эдуарда VI (1547—1553), во время ослабления цензуры. Во время царствования королевы Марии I, многие протестантские печатники бежали на континент, но Дэй остался в Англии и продолжал печатать протестантскую литературу. В 1554 году он был арестован и заключен в тюрьму предположительно по обвинению в незаконной издательской деятельности. После освобождения, Дэй вернулся к работе и издал много популярных книг того времени.